# Smolyanka
Smolyanka  (ucraniano: Смолянка) es una localidad del Raión de Podilsk en el Óblast de Odesa de Ucrania. Según el censo de 2001, tiene una población de 10 habitantes.